# Seoul SK Knights
O Seoul SK Knights é um clube profissional de basquetebol sul-coreano sediado em Seul, Coreia do Sul. A equipe disputa a Korean Basketball League.

## História
Foi fundado em 1997.